# Cuando sea grande
"Cuando sea grande" es el primer sencillo del álbum Porfiado de la banda de rock uruguaya El Cuarteto de Nos.
Este es el primer sencillo de la banda grabado en su totalidad por la nueva agrupación de miembros después de la salida de Riki Musso en 2009, incluyendo a Santiago Marrero en los teclados y Gustavo «Topo» Antuña en las guitarras eléctricas.

## Premios y Nominaciones
En 2012 la canción fue nominada a la XIII edición de los Premios Grammy Latino por mejor canción de rock junto al álbum Porfiado, en una ceremonia celebrada en el Mandalay Bay Events Center de Las Vegas, Nevada. Ambas nominaciones fueron ganadoras de dichos premios, convirtiéndose en los primeros trofeos de esta categoría acreditados para el rock de Uruguay.
| Año  | Premios                     | Trabajo nominado    | Categoría             | Resultado |
| ---- | --------------------------- | ------------------- | --------------------- | --------- |
| 2012 | Grammy Latinos Edición XIII | Porfiado            | Mejor álbum pop/rock  | Ganador   |
| 2012 | Grammy Latinos Edición XIII | «Cuando sea grande» | Mejor canción de rock | Ganador   |

## Letra
La letra fue interpretada como una reflexión sobre el deseo de evitar repetir los mismos errores y vivir una vida plagada de hábitos negativos y también expresar el sentimiento de no querer seguir los pasos de sus mayores.

## Video oficial
El sencillo cuenta con dos videos oficiales, de los cuales uno se encuentra bloqueado en algunas regiones en el perfil oficial de Youtube del Cuarteto por problemas de discográfica.  
El primer videoclip fue filmado en Uruguay y dirigido por Charlie Gutiérrez de Oriental Films en un predio perteneciente a la Escuela Militar de Aeronáutica de la Fuerza Aérea Uruguaya. En el vídeo se retrata una pequeña historia de una carrera de obstáculos protagonizada por los miembros de la banda disfrazados con botargas de diferentes personajes, entre ellos animales, objetos, figuras famosas importantes y personajes ficticios. 
El segundo es un videolyric de la canción disponible en el perfil oficial de Youtube del Cuarteto publicado en marzo de 2012, en dónde se muestra la letra de la canción escrita a mano en papeles intercalados uno sobre otro, asimilando la caligrafía de un niño; luego, las hojas son removidas y se muestra por unos instantes el logotipo de la banda, para después volver a los papeles escritos con la letra original.

## Personal
- Roberto Musso: Guitarra y voz
- Santiago Tavella: Bajo
- Álvaro Pintos: Batería y percusiones
- Santiago Marrero: Teclados
- Gustavo «Topo» Antuña: Guitarras eléctricas